# Arbusto

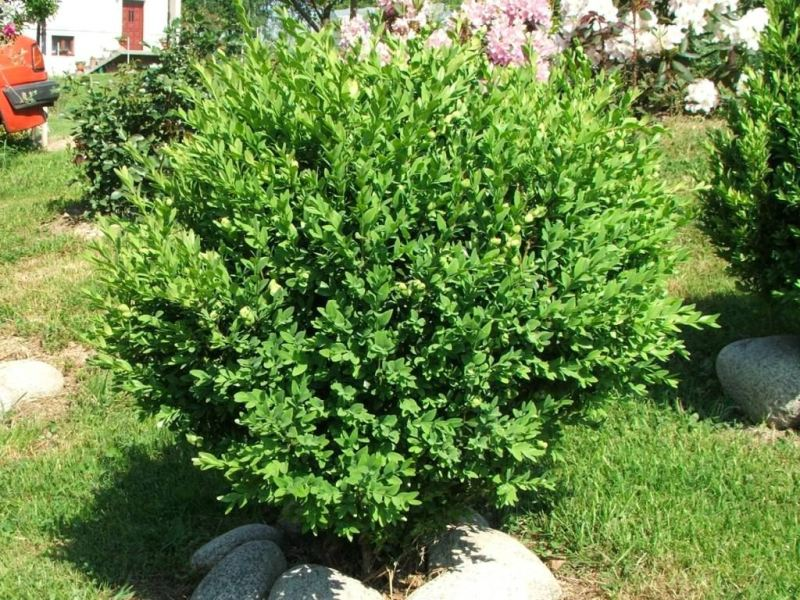
Buxus sempervirens, Bosso

Un arbusto, chiamato anche frutice, (o pianta arbustiva o anche solo arbustiva) è un vegetale simile all'albero: è una pianta legnosa perenne, i cui rami si separano dal fusto centrale molto vicino al terreno, o il cui tronco manca del tutto. Spesso gli arbusti, anche quando sono piante adulte, risultano più grandi in larghezza che in altezza, essendo la loro chioma formata dall'insieme dei rami e delle foglie.
Con il termine arbusto si intende, quindi, una pianta legnosa la cui altezza non supera in genere i 5-6 metri, che mantiene in modo perenne una parte della vegetazione legnosa durante tutto l'anno. Tra le forme biologiche quella che gli si addice è fanerofita cespugliosa, ossia pianta legnosa con portamento cespuglioso. Se possiedono il tronco è breve e talvolta contorto, anche le branche sono molto ramificate e sinuose. Talvolta con costanti potature si mantiene a forma di cespuglio una pianta che, se lasciata libera di crescere, diventerebbe un albero, ad esempio per facilitare la raccolta o mantenerla di piccole dimensioni.
Gli arbusti si dividono principalmente in due tipologie: gli arbusti rampicanti, come il caprifoglio e il gelsomino, e quelli che non hanno bisogno di arrampicarsi, che sono la maggioranza, come, ad esempio, gli oleandri e le camelie. Possono essere anche classificati a seconda che siano sempreverdi, come l'alloro, o decidui, come le rose. Molte volte gli arbusti vengono utilizzati come abbellimento di terrazze, giardini, parchi o appartamenti.
Arbusti comuni sono il corniolo (Cornus mas), il biancospino (Crataegus monogyna), il crespino (Berberis vulgaris), il sambuco (Sambucus nigra), il mirto (Myrtus communis), l'alloro (Laurus nobilis), il ginepro (Juniperus communis).

## Lista di arbusti
I nomi contrassegnati con * possono anche svilupparsi ad albero se in condizioni ideali.
A
- Abelia (Abelia)
- Acer (Maple) *
- Actinidia (Actinidia)
- Aloe (Aloe)
- Aralia (Angelica Tree, Hercules' Club) *
- Arctostaphylos (Bearberry, Manzanita) *
- Aronia (Chokeberry)
- Artemisia (Sagebrush)
- Aucuba (Aucuba)

B
- Berberis (Barberry)
- Bougainvillea (Bougainvillea)
- Brugmansia (Angel's trumpet)
- Buddleja (Butterfly bush)
- Buxus (Box) *

C
- Calia (Mescalbean)
- Callicarpa (Beautyberry) *
- Callistemon (Bottlebrush) *
- Calluna (Heather)
- Calycanthus (Sweetshrub)
- Camellia (Camellia, Tea) *
- Caragana (Pea-tree) *
- Carpenteria (Carpenteria)
- Caryopteris (Blue Spiraea)
- Cassiope (Moss-heather)
- Ceanothus (Ceanothus) *
- Celastrus (Staff vine) *
- Ceratostigma (Hardy Plumbago)
- Cercocarpus (Mountain-mahogany) *
- Chaenomeles (Japanese Quince)
- Chamaebatiaria (Fernbush)
- Chamaedaphne (Leatherleaf)
- Chimonanthus (Wintersweet)
- Chionanthus (Fringe-tree) *
- Choisya (Mexican-orange Blossom) *
- Cistus (Rockrose)
- Clerodendrum (Clerodendrum)
- Clethra (Summersweet, Pepperbush) *
- Clianthus (Glory Pea)
- Colletia (Colletia)
- Colutea (Bladder Senna)
- Comptonia (Sweetfern)
- Cornus (Dogwood) *
- Corylopsis (Winter-hazel) *
- Cotinus (Smoketree) *
- Cotoneaster (Cotoneaster) *
- Cowania (Cliffrose)
- Crataegus (Hawthorn) *
- Crinodendron (Crinodendron) *
- Cytisus and allied genera (Broom) *

D
- Daboecia (Heath)
- Danae (Alexandrian laurel)
- Daphne (Daphne)
- Decaisnea (Decaisnea)
- Dasiphora (Shrubby Cinquefoil)
- Dendromecon (Tree poppy)
- Desfontainea (Desfontainea)
- Deutzia (Deutzia)
- Diervilla (Bush honeysuckle)
- Dipelta (Dipelta)
- Dirca (Leatherwood)
- Dracaena (Dragon tree) *
- Drimys (Winter's Bark) *
- Dryas (Mountain Avens)

E
- Edgeworthia (Paper Bush) *
- Elaeagnus (Elaeagnus) *
- Embothrium (Chilean Firebush) *
- Empetrum (Crowberry)
- Enkianthus (Pagoda Bush)
- Ephedra (Ephedra)
- Epigaea (Trailing Arbutus)
- Erica (Heath)
- Eriobotrya (Loquat) *
- Escallonia (Escallonia)
- Eucryphia (Eucryphia) *
- Euonymus (Spindle) *
- Exochorda (Pearl Bush)

F
- Fabiana (Fabiana)
- Fallugia (Apache Plume)
- Fatsia (Fatsia)
- Forsythia (Forsythia)
- Fothergilla (Fothergilla)
- Franklinia (Franklinia) *
- Fremontodendron (Flannelbush)
- Fuchsia (Fuchsia) *

G
- Garrya (Silk-tassel) *
- Gaultheria (Salal)
- Gaylussacia (Huckleberry)
- Genista (Broom) *
- Gordonia (Loblolly-bay) *
- Grevillea (Grevillea)
- Griselinia (Griselinia) *

H
- Hakea (Hakea) *
- Halesia (Silverbell) *
- Halimium (Rockrose)
- Hamamelis (Witch-hazel) *
- Hebe (Hebe)
- Hedera (Ivy)
- Helianthemum (Rockrose)
- Hibiscus (Hibiscus) *
- Hippophae (Sea-buckthorn) *
- Hoheria (Lacebark) *
- Holodiscus (Creambush)
- Hudsonia (Hudsonia)
- Hydrangea (Hydrangea)
- Hypericum (Rose of Sharon)
- Hyssopus (Hyssop)

I
- Ilex (Holly) *
- Illicium (Star Anise) *
- Indigofera (Indigo)
- Itea (Sweetspire)

J
- Jamesia (Cliffbush)
- Jasminum (Jasmine)
- Juniperus (Juniper) *

K
- Kalmia (Mountain-laurel)
- Kerria (Kerria)
- Kolkwitzia (Beauty-bush)

L
- Lagerstroemia (Crape-myrtle) *
- Lapageria (Copihue)
- Lantana (Lantana)
- Lavandula (Lavender)
- Lavatera (Tree Mallow)
- Ledum (Ledum)
- Leitneria (Corkwood) *
- Lespedeza (Bush Clover) *
- Leptospermum (Manuka) *
- Leucothoe (Doghobble)
- Leycesteria (Leycesteria)
- Ligustrum (Privet) *
- Lindera (Spicebush) *
- Linnaea (Twinflower)
- Lonicera (Honeysuckle)
- Lupinus (Tree Lupin)
- Lycium (Boxthorn)

M
- Magnolia (Magnolia)
- Mahonia (Mahonia)
- Malpighia (Acerola)
- Menispermum (Moonseed)
- Menziesia (Menziesia)
- Mespilus (Medlar) *
- Microcachrys (Microcachrys)
- Myrica (Bayberry) *
- Myricaria (Myricaria)
- Myrtus and allied genera (Myrtle) *

N
- Neillia (Neillia)
- Nerium (Oleander)

O
- Olearia (Daisy bush) *
- Osmanthus (Osmanthus)

P
- Pachysandra (Pachysandra)
- Paeonia (Tree-peony)
- Persoonia (Geebungs)
- Philadelphus (Mock orange) *
- Phlomis (Jerusalem Sage)
- Photinia (Photinia) *
- Physocarpus (Ninebark) *
- Pieris (Pieris)
- Pistacia (Pistachio, Mastic) *
- Pittosporum (Pittosporum) *
- Plumbago (Leadwort)
- Polygala (Milkwort)
- Poncirus *
- Prunus (Cherry) *
- Purshia (Antelope Bush)
- Pyracantha (Firethorn)

Q
- Quassia (Quassia) *
- Quercus (Oak) *
- Quillaja (Quillay)
- Quintinia (Tawheowheo) *

R
- Rhamnus (Buckthorn) *
- Rhododendron (Rhododendron, Azalea) *
- Rhus (Sumac) *
- Ribes (Currant, Gooseberry)
- Romneya (Tree poppy)
- Rosa (Rose)
- Rosmarinus (Rosemary)
- Rubus (Bramble, Raspberry, Salmonberry, Wineberry)
- Ruta (Rue)

S
- Sabia *
- Salix (Willow) *
- Salvia (Sage)
  - Salvia subg. Perovskia (Russian Sage)
- Sambucus (Elder) *
- Santolina (Lavender Cotton)
- Sapindus (Soapberry) *
- Senecio (Senecio)
- Simmondsia (Jojoba)
- Skimmia (Skimmia)
- Smilax (Smilax)
- Sophora (Kowhai) *
- Sorbaria (Sorbaria)
- Spartium (Spanish Broom)
- Spiraea (Spiraea) *
- Staphylea (Bladdernut) *
- Stephanandra (Stephanandra)
- Styrax *
- Symphoricarpos (Snowberry)
- Syringa (Lilac) *

T
- Tamarix (Tamarix) *
- Taxus (Yew) *
- Telopea (Waratah) *
- Thuja cvs. (Arborvitae) *
- Thymelaea
- Thymus (Thyme)
- Trochodendron *

U
- Ulex (Gorse)
- Ulmus pumila celer (Turkestan elm – Wonder Hedge)
- Ungnadia (Mexican Buckeye)

V
- Vaccinium (Bilberry, Blueberry, Cranberry)
- Verbesina centroboyacana
- Verbena (Vervain)
- Viburnum (Viburnum) *
- Vinca (Periwinkle)
- Viscum (Mistletoe)

W
- Weigela (Weigela)

X
- Xanthoceras
- Xanthorhiza (Yellowroot)
- Xylosma

Y
- Yucca (Yucca, Joshua tree) *

Z
- Zanthoxylum *
- Zauschneria
- Zenobia
- Ziziphus *